# نئوپنتیل گلوسویل
نئوپنتیل گلوسویل (به انگلیسی: Neopentyl glycol) با فرمول شیمیایی C۵H۱۲O۲ یک ترکیب شیمیایی است. که جرم مولی آن ۱۰۴٫۱۴۸ g/mol می‌باشد. 